# Joaquim Vilaseca i Rivera
Joaquim Vilaseca i Rivera  (Barcelona, 1885 - ibídem, juny de 1963) va ser un arquitecte català.

## Biografia
Fou fill del músic Julià Vilaseca (1850-1929) i de Dolors Rivera i Cuadrench (1860-1951).
Titulat el 1910, en va emmarcar inicialment en el modernisme, encara que posteriorment va evolucionar cap a un cert classicisme. En moltes de les seves obres va treballar associat a Adolf Florensa. Va ser arquitecte municipal de Cervera i Alella, i arquitecte en cap de l'Agrupació d'Edificis Municipals de l'Ajuntament de Barcelona, càrrec des del qual va instituir el 1930 el Servei d'Edificis Artístics i Arqueològics del consistori barceloní.
Des del seu càrrec a l'Ajuntament de la Ciutat Comtal va intervenir en la reforma de la Casa de la Ciutat (1929), on va realitzar l'escala d'honor, així com en diverses restauracions, com la del Saló del Tinell del Palau Reial Major de Barcelona, la reconversió de l'antic convent de Santa Clara en el Museu Frederic Marès, la conversió de les Drassanes Reials de Barcelona en Museu Marítim i de l'Hospital de la Santa Creu en centre cultural i seu de la Biblioteca de Catalunya.
El 1934 va dissenyar un projecte del Centre Històric de Barcelona («Pla de Reforma, urbanització i enllaç entre els punts singulars del Casc Antic»), reformulat del projecte de reforma interior d'Àngel Baixeras del 1884.
De la resta de les seves obres cal citar: l'edifici d'habitatges del carrer Dos de Maig cantonada Consell de Cent (1924); un convent al carrer de Santa Coloma amb Riera d'Horta (1927); l'edifici Nou de l'Ajuntament de Barcelona (1927-1933, amb Adolf Florensa i Antoni de Falguera); l'Escola de Nàutica (1930-1933, amb Adolf Florensa); i la remodelació del Mercat del Ninot (1933). Fou autor també del pòrtic situat a La Rambla del neoclàssic Palau Moja.
També va intervenir en diversos monuments artístics: el 1919 realitzà la part arquitectònica del Monument al Canonge Rodó, amb escultura de Frederic Marès; el 1932 va elaborar amb Adolf Florensa l'obelisc del Monument a la República, amb escultura de Josep Viladomat; entre 1941 i 1945 va reconstruir el Monument a Joan Güell i Ferrer, amb l'escultor Frederic Marès; i el 1951 va ser autor amb Adolf Florensa del Monument als Caiguts a l'avinguda Diagonal, amb una escultura de Josep Clarà.
Es va casar amb Dolors Ferrer i Riera.